# Preußenstadion
Il Preußenstadion è uno stadio di calcio di Münster, che può contenere 15.050 spettatori. Inaugurato nel 1926 è il terreno di gioco del Preußen Münster.
Dotato inizialmente anche di una stazione ferroviaria non più esistente, nella sua storia ha ospitato anche 40.000 spettatori.